# 石川武美
石川 武美（いしかわ たけよし、1887年10月13日 - 1961年1月5日）は、日本の実業家、編集者である。主婦の友社の創業者として知られる。主婦之友社（現在の主婦の友社）社長、日本出版配給社長、東京出版販売（現在のトーハン）社長・会長、日本出版会会長を歴任した。

## 人物・来歴
1887年（明治20年）10月13日、大分県宇佐郡に生まれる。
満17歳を迎える1904年（明治37年）、旧制・大分県立宇佐中学校（現在の大分県立宇佐高等学校）を中途退学して上京、同文館（現在の同文舘出版）に入社する。羽仁吉一、都河龍らとともに『婦人之友』（1908年創刊）、『婦女界』（1910年創刊）の刊行に尽力する。1906年（明治39年）6月24日、プロテスタント会衆派教会の海老名弾正から洗礼を受ける。
その後独立して、1916年（大正5年）9月18日、東京家政研究会を設立、出版事業を開始する。1917年（大正6年）2月14日、『主婦之友』（現在の『主婦の友』）を創刊する。『婦人画報』、『婦人之友』、『婦女界』、『婦人公論』といった先行する婦人雑誌を3年間で抜き去り、発行部数第1位に伸ばした。1921年（大正10年）5月、東京家政研究会を「主婦之友社」と改称、1924年（大正13年）11月には「株式会社主婦之友社」として株式会社化、同社社長に就任した。
1941年（昭和16年）、財団法人石川文化事業財団を設立する。1944年（昭和19年）9月、日本出版配給統制株式会社（日本出版配給）社長に就任、これを兼務する。
第二次世界大戦終結後の1946年（昭和21年）5月、公職追放により主婦之友社、日本出版配給の両社を退社、主婦之友社の社長には、長女の恵美子の婿・石川数雄が就任する。1947年（昭和22年）12月1日、石川文化事業財団が、主婦之友社社内に「18歳以上女性」限定の私立図書館であるお茶の水図書館（現在は石川武美記念図書館）を開設する。1950年（昭和25年）、公職追放を解除され、東京出版販売（現在のトーハン）の社長に就任した。1953年（昭和28年）12月、「株式会社主婦之友社」を「株式会社主婦の友社」と改め、同月発売の翌年新年号から誌名も『主婦の友』に改称する。
1958年に、「婦人家庭雑誌の創造と確立のため、四十二年一貫して編集経営に従事し、戦後はその大型化の先鞭をつけた」として、第6回菊池寛賞を受賞。
1961年（昭和36年）1月5日、死去した。満73歳没。

## 家族
- 妻 : 石川かつ
  - 長男 : 石川勝郎
  - 長女 : 石川恵美子 （1915年2月16日 - 1990年5月18日）
  - 女婿 : 石川数雄 （1905年5月12日 - 1982年4月27日） - 主婦の友社第2代社長
    - 孫 : とも子 ＝ 与謝野馨
    - 孫 : みち子 ＝ 飯田成一
    - 孫（数雄の長男） : 石川晴彦 （1942年8月24日 - ） - 主婦の友社第3代社長
    - 孫（数雄の次男） : 石川康彦 （1944年5月 - ） - 主婦の友社第4代社長

## ビブリオグラフィ
国立国会図書館を中心とした著書の一覧である>。
- 『不運より幸運へ』、主婦之友社、1926年
- 『信念の上に立つ主婦之友社の経営』、主婦之友社、1926年
- 『わが愛する生活』、主婦之友社、1940年
- 『婦人衛生と育児』、主婦之友社、1940年
- 『続主婦之友花嫁講座 4 洗濯と衣類整理』、主婦之友社、1940年5月
- 『わが愛する家庭』、主婦之友社、1942年
- 『わが愛する事業』、主婦之友社、1944年
- 『信仰の道』、主婦之友社、1946年
- 『私の百姓生活』、朝倉書店、1954年
- 『信仰雑話』、主婦の友社、1960年
- 『職場雑話』、主婦の友社、1960年
- 『石川武美歌ノート五万首から』、編獅子文六、主婦の友社、1961年 - 以下没後の刊行
- 『家庭雑話』、主婦の友社、1962年
- 『出版人の遺文 主婦の友社 石川武美』、編栗田確也、栗田書店、1968年
- 『人生随想 - 石川武美選集』、編主婦の友社、お茶の水図書館、1971年2月
- 『石川武美全集』全6巻、編「石川武美全集」刊行会、石川文化事業財団、1980年2月